# Tobía
Tobía es un municipio de la Rioja Alta, ubicado en la comarca del Alto Najerilla, en comunidad autónoma de La Rioja (España). Situado en la cuenca del río Najerilla, con una población de 49 habitantes y una superficie de 34,94 km2.

## Historia
La primera cita documental de Tobía data del año 1014, al donar entonces la villa de Colia - situada entre "Tubía" y Matute - el rey don Sancho el Mayor al Monasterio de San Millán de la Cogolla. Seis años después, en 1020, el mismo monarca ratificaba la cesión del Monasterio de San Cristóbal de Tobía al de San Millán.
El 28 de mayo de 1040 se inscribía la villa -en la escritura de arras otorgada por el rey García el de Nájera a su esposa doña Estefanía- entre las poblaciones cedidas a la reina.
En el año 1137 regalaba Alfonso VII al Monasterio de Santa María de Nájera, la iglesia de Tobía.

La localidad también cuenta con vestigios de épocas anteriores: restos de poblados prehistóricos en la parte alta de la Peña Tobía y restos de muro romano junto al cementerio.

## Economía
Tobía es un pueblo básicamente ganadero, con cría de ovejas y vacas de monte. El cereal cubre una superficie mínima, y los huertos destinan su producción al consumo familiar.
Todavía quedan vestigios de la actividad industrial que Tobía tuvo en su día. Así podemos observar en el paraje "la fábrica", los restos de una antigua serrería, y en el paraje "la ferrería" restos de una antigua fundición de hierro, mineral que se extraía de la "mina del río" y de la  "mina del fresno" ambas situadas en el Valle de Tobía. Hoy en día se puede observar la boca de entrada a las mismas.
Una fuente de ingresos en las arcas municipales son los aprovechamientos forestales estrictamente controlados en los montes públicos.
Parte de la población activa se desplaza diariamente a diversas empresas de Baños de Río Tobía, Nájera y Logroño.

### Evolución de la deuda viva
El concepto de deuda viva contempla solo las deudas con cajas y bancos relativas a créditos financieros, valores de renta fija y préstamos o créditos transferidos a terceros, excluyéndose, por tanto, la deuda comercial.
| Gráfica de evolución de la deuda viva del ayuntamiento entre 2008 y 2014                             |
| |
| Deuda viva del ayuntamiento en miles de Euros según datos del Ministerio de Hacienda y Ad. Públicas. |

La deuda viva municipal por habitante en 2014 ascendía a 281,25 €.

## Lugares de interés
- Iglesia Parroquial de Nuestra Señora de los Ángeles: Es un edificio de notables proporciones. Construida en sillarejo y sillería. Ingreso de medio punto bajo pórtico orientado al sur. En los muros, esbeltos contrafuertes. Torre de sección cuadrada, formada por dos cuerpos.

- La fuente de piedra: Presenta un pilón cuadrado, con una columna también cuadrada de la que emergen dos caños. Está dotada de un ingenioso desagüe-bebedero. A pesar de que el agua no está clorada es muy apreciada por sus vecinos y por muchos de los que nos visitan. Es un agua cristalina  y fría en cualquier época del año.

- El lavadero: Se conserva en perfecto estado. Consta de dos módulos. Uno de ellos se utilizaba para el  enjabonado y lavado y el otro para el  aclarado de la ropa.

- El Roble de las Once: Se encuentra al pie de la Peña Tobía, frente al pueblo, dirección sur. Es un árbol excepcional por su tamaño y vinculación con la historia del pueblo. Actualmente mide más de 3,5 metros de perímetro. Su altura sobrepasa los 20 metros. Pertenece a la especie Quercus Faginea. Su nombre se debe a que a las once de la mañana empieza a dar el Sol en las ramas más altas. De esta forma cuando se trillaba en las eras del pueblo, situadas frente al roble, se sabía cuando eran las once de la mañana. Desde el año 1979 se viene celebrando en las fiestas de Acción de Gracias la tradicional subida al Roble de las Once. Tras una dura ascensión por la ladera que conduce al roble, el ganador obtiene como trofeo un preciado jamón. En enero de 2005 la Consejería de Turismo, Medio Ambiente y Política Territorial del Gobierno de La Rioja, seleccionó el Roble de las Once como uno de los árboles singulares de La Rioja.

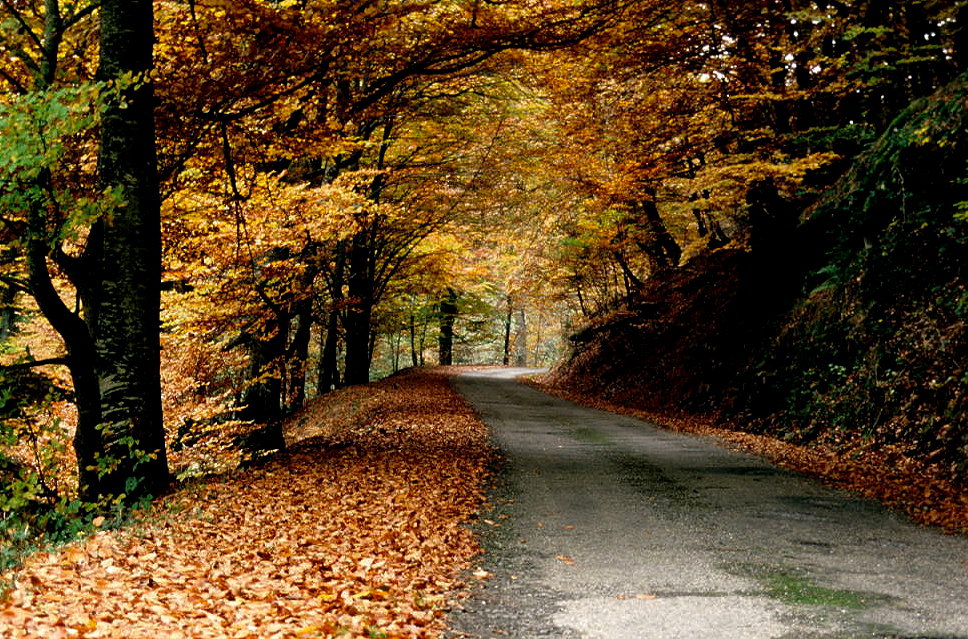
Carretera atravesando el hayedo de Tobía.

- El Hayedo de Tobía: En el valle del Tobía se extiende el hayedo más extenso y hermoso de la Comunidad. También se puede apreciar grandes manchas de roble rebollo, pinos repoblados, abedules y álamos. Un fácil itinerario permite al visitante recorrer esta variada masa forestal, bajo el horizonte de los Pancrudos, y observar especies faunísticas de tanto interés como el agateador norteño, el lagarto verde o el lirón gris. Frecuentan el abrigo del arbolado el jabalí, el corzo, el zorro y el ciervo.

- La Fuente Manantona: Situada en una especie de cueva, al otro lado del río Tobía, al pie de la ladera que conduce a la Peña Tobía. Mana agua durante todo el año, no es potable y sale muy fría. Hay un antiguo lavadero a nivel del suelo. En sus proximidades se puede disfrutar de una bonita área recreativa, rodeada de fresnos, cerezos y nogales.[5]

## Geografía humana

### Demografía
Cuenta con una población de 45 habitantes (INE 2024).
| Gráfica de evolución demográfica de Tobía entre 1842 y 2021                                                           |
| |
| Población de derecho según los censos de población del INE. Población de hecho según los censos de población del INE. |

## Administración y política
| Periodo   | Nombre                                                                                      | Partido        |
| --------- | ------------------------------------------------------------------------------------------- | -------------- |
| 1979-1983 | A. Orovea Alonso                                                                            | Independientes |
| 1987-1991 | Enrique Baños Alonso                                                                        | PSOE           |
| 1991-1995 | Ángel Alonso Montes                                                                         | PR             |
| 1995-1999 | Ángel Alonso Montes                                                                         | PP             |
| 1999-2003 | Amador Alonso López                                                                         | PP             |
| 2003-2007 | Guillermo Orodea Turza                                                                      | PSOE           |
| 2007-2011 | Jacinto Rodríguez Gómez                                                                     | PP             |
| 2011-2015 | Jacinto Rodríguez Gómez                                                                     | PP             |
| 2015-2019 | Jacinto Rodríguez Gómez (2015-marzo de 2019)/Luis Alberto Rubio Lerena (marzo-mayo de 2019) | PP/ PSOE       |
| 2019-2023 | Luis Alberto Rubio Lerena (2019-abril de 2020)/Santiago Castroviejo (abril 2020- )          | PSOE/ PP       |